# アレッポ攻囲戦 (1260年)
アレッポ攻囲戦は、1260年1月18日から1月24日まで続いた。

## 戦闘
ハッラーンとエデッサの降伏により、モンゴルの指導者フレグはユーフラテス川を渡り、マンビジを略奪してアレッポを包囲した。ヘトゥム1世とボエモン6世の軍の支援を受けていた。6日間で、アルメニアとフランク軍は2月25日まで持ちこたえ降伏後に破壊された城塞を除いて市全体を制圧した。その後の虐殺は、6日間続き、整然として徹底的であり、ほとんどすべてのムスリムとユダヤ人が殺害され、女性と子どものほとんどは奴隷として売られた。また破壊にはアレッポの大モスクの炎上も含まれていた。　

## 余波
攻囲戦の後に、フレグはヘトゥム1世の軍の一部に命じてモスクを炎上させた。一部の出典では、ボエモン6世（フランク人の指導者）が個人的にモスク破壊を見たと主張する。その後、フレグはアイユーブ朝に奪われた城と領地をヘトゥム1世に返した。